# Boerhavia scandens
Boerhavia scandens är en underblomsväxtart som beskrevs av Carl von Linné. Boerhavia scandens ingår i släktet Boerhavia och familjen underblomsväxter. Inga underarter finns listade i Catalogue of Life.